# Discographie de Metallica
La discographie de Metallica, groupe  de Thrash metal originaire des États-Unis, est composé de l'ensemble des disques publiés depuis le début de leur carrière. Elle se compose de 11 albums studio, 2 albums live, d'une compilation, de 2 EP, 9 dvd  et 45 singles. Le groupe a vendu plus de 150 millions d'albums à travers le monde, dont 57 millions aux États-Unis.

## Albums studio
| Année                                                                     | Album | Classements | Classements | Classements | Classements | Classements | Classements | Classements | Classements | Classements | Classements | Classements | Classements | Classements | Classements | Classements | Certifications , |
| Année                                                                     | Album | FRA         | US          | UK          | JPN         | AUS         | SUI         | AUT         | P-B         | DEN         | SWE         | FIN         | NOR         | CAN         | ALL         | N-Z         | Certifications , |
| ------------------------------------------------------------------------- | --- | ----------- | ----------- | ----------- | ----------- | ----------- | ----------- | ----------- | ----------- | ----------- | ----------- | ----------- | ----------- | ----------- | ----------- | ----------- | --- |
| 1983                                                                      | Kill 'Em All - Sortie : 29 juillet 1983 - Label : Megaforce (MRI 069) - Format : CD, K7, LP                             | 149         | 120         | —           | 246         | 55          | —           | 129         | —           | —           | 28          | 12          | —           | —           | —           | —           | - RIAA : Platine (3x) - CIAA : Platine (2x) - BPI : Platine - CAPIF : Platine                                                                |
| 1984                                                                      | Ride the Lightning - Sortie : 27 juillet 1984 - Label : Elektra (MEG #60396-4) - Format : CD, K7, LP                    | 126         | 100         | 87          | 240         | 38          | —           | 126         | —           | —           | 22          | 9           | 40          | —           | —           | —           | - RIAA : Platine (5x) - CIAA : Platine (2x) - BPI : Or - CAPIF : Platine                                                                     |
| 1986                                                                      | Master of Puppets - Sortie : 3 mars 1986 - Label : Elektra (ELK #60439-1) - Format : CD, K7, LP                         | —           | 29          | 41          | 221         | 33          | 18          | 111         | —           | —           | 14          | 7           | 34          | 54          | 31          | —           | - RIAA : Platine (6x) - CIAA : Platine (4x) - BPI : Platine (2x) - CAPIF : Platine (2x)                                                      |
| 1988                                                                      | ...And Justice for All - Sortie : 25 août 1988 - Label : Elektra (ELK #60812-4) - Format : CD, K7, LP                   | 130         | 6           | 4           | 11          | 16          | 7           | 12          | 39          | —           | 5           | 8           | 8           | 13          | 5           | 44          | - RIAA : Platine (8x) - CIAA : Platine (5x) - BPI : Or - CAPIF : Platine (2x) - ALL : Or                                                     |
| 1991                                                                      | Metallica (The Black Album) - Sortie : 12 août 1991 - Label : Elektra (ELK #61113-1) - Format : CD, K7, LP, DVD-A       | 19          | 1           | 1           | 3           | 1           | 1           | 5           | 1           | 3           | 1           | 4           | 1           | 1           | 1           | 1           | - RIAA : Platine (15x) - CIAA : Platine (11x) - ARIA : Platine (11x) - BPI : Platine - CAPIF : Platine (9x) - ALL : Platine - SNEP : Platine |
| 1996                                                                      | Load - Sortie : 4 juin 1996 - Label : Elektra (ELK #61923) - Format : CD, K7, LP                                        | 1           | 1           | 1           | 3           | 1           | 1           | 1           | 9           | 1           | 1           | 1           | 1           | 1           | 1           | 1           | - RIAA : Platine (5x) - BPI : Or - BRE : Or - CAPIF : Platine - ALL : Platine - FR SNEP : Or                                                 |
| 1997                                                                      | ReLoad - Sortie : 18 novembre 1997 - Label : Elektra (ELK #62126) - Format : CD, K7, LP                                 | 3           | 1           | 4           | 11          | 2           | 1           | 1           | 1           | 1           | 1           | 1           | 1           | 3           | 1           | 1           | - RIAA : Platine (3x) - CIAA : Platine (2x) - ARIA : Platine (2x) - BPI : Or - CAPIF : Platine - ALL : Platine - SNEP : Or                   |
| 2003                                                                      | St. Anger - Sortie : 5 juin 2003 - Label : Elektra (ELK #62853) - Format : CD, K7, LP                                   | 3           | 1           | 3           | 1           | 1           | 2           | 1           | 2           | 1           | 1           | 1           | 1           | 1           | 1           | 1           | - RIAA : Platine (2x) - CIAA : Platine (2x) - ARIA : Platine (2x) - BPI : Or - CAPIF : Or - BRE : Or - ALL : Platine (2x) - SNEP : Or        |
| 2008                                                                      | Death Magnetic - Sortie : 12 septembre 2008 - Label : Warner Bros. (WB #508732) - Format : CD, K7, LP, digital download | 1           | 1           | 1           | 3           | 1           | 1           | 1           | 1           | 1           | 1           | 1           | 1           | 1           | 1           | 1           | - RIAA : Platine (2x) - CIAA : Platine (4x) - ARIA : Platine (2x) - BPI : Or - CAPIF : Or - ALL : Platine (2x) - SNEP : Or                   |
| 2016                                                                      | Hardwired… to Self-Destruct - Sortie : 18 novembre 2016 - Label : Blackened Recordings - Format : CD, LP                | —           | 1           | —           | —           | —           | —           | —           | —           | —           | —           | —           | —           | —           | —           | —           | - RIAA : Platine - ARIA : Or - BPI : Or - BVMI : Platine (2x) - MC: Platine (2x) - RMNZ: Or - SNEP : Platine                                 |
| 2023                                                                      | 72 Seasons - Sortie : 14 avril 2023 - Label : Blackened Recordings - Format : CD, LP                                    | —           | —           | —           | —           | —           | —           | —           | —           | —           | —           | —           | —           | —           | —           | —           | |
| "—" indique que l'album n'est pas sorti ou n'est pas classé dans ce pays. | |             |             |             |             |             |             |             |             |             |             |             |             |             |             |             | |

## Albums: Compilations, Live, E.P
| Année        | Album                                       | Charts               | Charts            | Charts                 | Charts               | Charts                 | Charts                 | Label                |
| Année        | Album                                       | Drapeau de la France | Drapeau du Canada | Drapeau de la Belgique | Drapeau de la Suisse | Drapeau des États-Unis | Drapeau du Royaume-Uni | Label                |
| Compilations | Compilations                                | Compilations         | Compilations      | Compilations           | Compilations         | Compilations           | Compilations           | Compilations         |
| ------------ | ------------------------------------------- | -------------------- | ----------------- | ---------------------- | -------------------- | ---------------------- | ---------------------- | -------------------- |
| 1998         | Garage Inc.                                 | 9                    | 3                 | 31                     | 10                   | 2                      | 29                     | Vertigo              |
| Live         |                                             |                      |                   |                        |                      |                        |                        |                      |
| 1993         | Live Shit: Binge and Purge                  | —                    | —                 | —                      | —                    | 26                     | —                      | Vertigo              |
| 1999         | S&M                                         | 7                    | 4                 | 16                     | 4                    | 2                      | 33                     | Vertigo              |
| 2007         | July 13, 2007 Aarhus, Denmark Vestereng     | —                    | —                 | —                      | —                    | —                      | —                      | ?                    |
| 2014         | Metallica By Request                        | —                    | —                 | —                      | —                    | —                      | —                      | ?                    |
| 2015         | 2015/02/09 San Francisco, CA                | —                    | —                 | —                      | —                    | —                      | —                      | ?                    |
| 2015         | 25 Nights Down Under                        |                      |                   |                        |                      |                        |                        |                      |
| 2019         | Allume le feu au stade                      | —                    | —                 | —                      | —                    | —                      | —                      | Diamond Records      |
| 2020         | S&M2                                        |                      |                   |                        |                      |                        |                        | Blackened Recordings |
| E . P        |                                             |                      |                   |                        |                      |                        |                        |                      |
| 1987         | The $5.98 E.P.: Garage Days Re-Revisited    | —                    | —                 | —                      | —                    | 28                     | 27                     | Elektra              |
| 2004         | Some Kind Of Monster EP                     | 8                    | —                 | —                      | —                    | 37                     | —                      | Elektra              |
| 2010         | Six Feet Down Under (EP)                    | —                    | —                 | —                      | —                    | —                      | —                      | Elektra              |
| 2010         | Six Feet Down Under, Part II                | —                    | —                 | —                      | —                    | —                      | —                      | ?                    |
| 2010         | Live at Grimey's                            | —                    | —                 | —                      | —                    | —                      | —                      | ?                    |
| 2011         | Beyond Magnetic                             | —                    | —                 | —                      | —                    | —                      | —                      | Elektra              |
| 2012         | June 22, 2012 Bader Field Atlantic City, NY | —                    | —                 | —                      | —                    | —                      | —                      | ?                    |
| 2013         | 2013/05/03 San Francisco, CA                | —                    | —                 | —                      | —                    | —                      | —                      | ?                    |
| 2014         | 2014/05/16 San Francisco, CA                | —                    | —                 | —                      | —                    | —                      | —                      | ?                    |

## Démo
| Année | Titre                          |
| ----- | ------------------------------ |
| 1982  | Hit the Lights                 |
| 1982  | Ron McGovney's '82 Garage Demo |
| 1982  | Power Metal demo               |
| 1982  | No Life 'Til Leather           |
| 1982  | Metal Up Your Ass              |
| 1983  | Horsemen of the Apocalypse     |
| 1983  | Megaforce demo                 |

## Singles
| Année | Titre                     | Charts               | Charts            | Charts                 | Charts               | Charts                 | Album                                     |
| Année | Titre                     | Drapeau de la France | Drapeau du Canada | Drapeau de la Belgique | Drapeau de la Suisse | Drapeau des États-Unis | Album                                     |
| ----- | ------------------------- | -------------------- | ----------------- | ---------------------- | -------------------- | ---------------------- | ----------------------------------------- |
| 1983  | Whiplash                  | —                    | —                 | —                      | —                    | —                      | Kill 'Em All                              |
| 1983  | Jump in the Fire          | —                    | —                 | —                      | —                    | —                      | Kill 'Em All                              |
| 1984  | Fade to Black             | —                    | —                 | —                      | —                    | —                      | Ride the Lightning                        |
| 1984  | Creeping Death            | —                    | —                 | —                      | —                    | —                      | Ride the Lightning                        |
| 1985  | For Whom the Bell Tolls   | —                    | —                 | —                      | —                    | —                      | Ride the Lightning                        |
| 1986  | Master of Puppets         | —                    | —                 | —                      | —                    | —                      | Master of Puppets                         |
| 1986  | Battery                   | —                    | —                 | —                      | —                    | —                      | Master of Puppets                         |
| 1986  | Welcome Home (Sanitarium) | —                    | —                 | —                      | —                    | —                      | Master of Puppets                         |
| 1988  | Eye of the Beholder       | —                    | —                 | —                      | —                    | —                      | ...And Justice for All                    |
| 1988  | Harvester of Sorrow       | —                    | —                 | —                      | —                    | —                      | ...And Justice for All                    |
| 1988  | ...And Justice for All    | —                    | —                 | —                      | —                    | —                      | ...And Justice for All                    |
| 1989  | One                       | —                    | —                 | —                      | 22                   | 35                     | ...And Justice for All                    |
| 1991  | Enter Sandman             | 98                   | —                 | —                      | 11                   | 16                     | Metallica                                 |
| 1991  | Don't Tread on Me         | —                    | —                 | —                      | —                    | —                      | Metallica                                 |
| 1991  | The Unforgiven            | 28                   | —                 | —                      | —                    | 35                     | Metallica                                 |
| 1992  | Nothing Else Matters      | 10                   | —                 | —                      | 5                    | 34                     | Metallica                                 |
| 1992  | Wherever I May Roam       | 28                   | —                 | —                      | —                    | 82                     | Metallica                                 |
| 1992  | Sad but True              | —                    | —                 | —                      | —                    | 98                     | Metallica                                 |
| 1996  | Until It Sleeps           | 10                   | —                 | 16                     | —                    | 10                     | Load                                      |
| 1996  | Ain't My Bitch            | —                    | —                 | —                      | —                    | —                      | Load                                      |
| 1996  | Hero of the Day           | —                    | 17                | —                      | —                    | 60                     | Load                                      |
| 1996  | Mama Said                 | —                    | —                 | —                      | —                    | —                      | Load                                      |
| 1997  | King Nothing              | —                    | 14                | —                      | —                    | 90                     | Load                                      |
| 1997  | Bleeding Me               | —                    | —                 | —                      | —                    | —                      | Load                                      |
| 1997  | The Memory Remains        | —                    | 4                 | —                      | 30                   | 28                     | ReLoad                                    |
| 1998  | The Unforgiven II         | 89                   | —                 | —                      | —                    | 59                     | ReLoad                                    |
| 1998  | Fuel                      | —                    | —                 | —                      | —                    | —                      | ReLoad                                    |
| 1998  | Better than You           | —                    | —                 | —                      | —                    | —                      | ReLoad                                    |
| 1998  | Turn the Page             | —                    | —                 | —                      | —                    | —                      | Garage Inc.                               |
| 1999  | Whiskey in the Jar        | —                    | —                 | —                      | —                    | —                      | Garage Inc.                               |
| 1999  | Die, Die My Darling       | —                    | —                 | —                      | —                    | —                      | Garage Inc.                               |
| 2000  | Nothing Else Matters '99  | —                    | —                 | 33                     | 4                    | —                      | S&M                                       |
| 2000  | No Leaf Clover            | —                    | —                 | —                      | 99                   | 74                     | S&M                                       |
| 2000  | I Disappear               | 45                   | —                 | —                      | 20                   | 76                     | Mission impossible 2                      |
| 2003  | St. Anger                 | —                    | 18                | —                      | 28                   | 76                     | St. Anger                                 |
| 2003  | Frantic                   | 59                   | —                 | —                      | 57                   | —                      | St. Anger                                 |
| 2004  | The Unnamed Feeling       | 60                   | —                 | —                      | 47                   | —                      | St. Anger                                 |
| 2004  | Some Kind of Monster      | —                    | —                 | —                      | —                    | —                      | St. Anger                                 |
| 2007  | The Ecstasy of Gold       | —                    | —                 | —                      | —                    | —                      | We All Love Ennio Morricone tribute album |
| 2008  | The Day That Never Comes  | —                    | 1                 | —                      | —                    | 31                     | Death Magnetic                            |
| 2008  | My Apocalypse             | —                    | —                 | —                      | —                    | 67                     | Death Magnetic                            |
| 2008  | Cyanide                   | —                    | —                 | —                      | —                    | 50                     | Death Magnetic                            |
| 2008  | The Judas Kiss            | —                    | —                 | —                      | —                    | —                      | Death Magnetic                            |
| 2008  | All Nightmare Long        | 55                   | —                 | —                      | —                    | —                      | Death Magnetic                            |
| 2009  | Broken, Beat & Scarred    | —                    | —                 | —                      | —                    | —                      | Death Magnetic                            |
| 2016  | Hardwired                 | —                    | —                 | —                      | —                    | —                      | Hardwired… to Self-Destruct               |
| 2016  | Moth Into Flame           | —                    | —                 | —                      | —                    | —                      | Hardwired… to Self-Destruct               |
| 2016  | Atlas, Rise!              | —                    | —                 | —                      | —                    | —                      | Hardwired… to Self-Destruct               |
| 2016  | Now That We're Dead       | —                    | —                 | —                      | —                    | —                      | Hardwired… to Self-Destruct               |
| 2016  | Spit Out the Bone         | —                    | —                 | —                      | —                    | —                      | Hardwired… to Self-Destruct               |
| 2022  | Lux Æterna                | —                    | —                 | —                      | —                    | —                      | 72 Seasons                                |
| 2023  | Screaming Suicide         | —                    | —                 | —                      | —                    | —                      | 72 Seasons                                |
| 2023  | If Darkness Had a Son     | —                    | —                 | —                      | —                    | —                      | 72 Seasons                                |
| 2023  | 72 Seasons                | —                    | —                 | —                      | —                    | —                      | 72 Seasons                                |

## Vidéo
| Année | Titre                                                        |
| ----- | ------------------------------------------------------------ |
| 1987  | Cliff 'Em All                                                |
| 1989  | 2 of One                                                     |
| 1992  | A Year and a Half in the Life of Metallica                   |
| 1993  | Live Shit: Binge and Purge[VI]                               |
| 1998  | Cunning Stunts                                               |
| 1999  | S&M                                                          |
| 2004  | Some Kind of Monster                                         |
| 2001  | Classic Albums: Metallica                                    |
| 2006  | The Videos 1989-2004                                         |
| 2009  | Français pour une nuit                                       |
| 2009  | Orgullo, Pasion y Gloria: Tres Noches En La Ciudad de Mexico |
| 2009  | Quebec Magnetic                                              |
| 2014  | Through the Never                                            |
| 2020  | S&M2                                                         |

## Clips
| Année | Titre                    | Direction                    |
| ----- | ------------------------ | ---------------------------- |
| 1989  | One                      | Michael Salomon Bill Pope    |
| 1991  | Enter Sandman            | Wayne Isham                  |
| 1991  | The Unforgiven           | Matt Mahurin                 |
| 1992  | Nothing Else Matters     | Adam Dubin                   |
| 1992  | Wherever I May Roam      | Wayne Isham                  |
| 1992  | Sad but True             | Wayne Isham                  |
| 1996  | Until It Sleeps          | Samuel Bayer                 |
| 1996  | Hero of the Day          | Anton Corbijn                |
| 1996  | Mama Said                | Anton Corbijn                |
| 1997  | King Nothing             | Matt Mahurin                 |
| 1997  | The Memory Remains       | Paul Andresen                |
| 1998  | The Unforgiven II        | Matt Mahurin                 |
| 1998  | Fuel                     | Wayne Isham                  |
| 1998  | Turn the Page            | Jonas Åkerlund               |
| 1999  | Whiskey in the Jar       | Jonas Åkerlund               |
| 1999  | No Leaf Clover           | Wayne Isham                  |
| 2000  | I Disappear              | Wayne Isham                  |
| 2003  | St. Anger                | The Malloys                  |
| 2003  | Frantic                  | Wayne Isham                  |
| 2004  | The Unnamed Feeling      | The Malloys                  |
| 2004  | Some Kind of Monster     | Bruce Sinofsky               |
| 2008  | The Day That Never Comes | Thomas Vinterberg            |
| 2008  | All Nightmare Long       |                              |
| 2016  | Hardwired                | Colin Hakes & The Artist     |
| 2016  | Moth Into Flames         | Tom Kirk                     |
| 2016  | Dream No More            | Tom Kirk                     |
| 2016  | Now That We're Dead      | Herring & Herring            |
| 2016  | Halo On Fire             | Herring & Herring            |
| 2016  | Confusion                | Claire Marie Vogel           |
| 2016  | ManUNkind                | Jonas Åkerlund               |
| 2016  | Here Comes Revenge       | Jessica Cope                 |
| 2016  | Am I Savage              | Herring & Herring            |
| 2016  | Murder One               | Robert Valley                |
| 2016  | Spit Out The Bone        | Phil Mucci                   |
| 2016  | Lords Of Summer          | Brett Murray                 |
| 2016  | Atlas Rise!              | Clark Eddy                   |
| 2022  | Lux Æterna               | Tim Saccenti                 |
| 2023  | Screaming Suicide        | Tim Saccenti                 |
| 2023  | If Darkness Had a Son    | Tim Saccenti                 |
| 2023  | 72 Seasons               | Tim Saccenti                 |
| 2023  | Sleepwalk my Life Away   | Tim Saccenti                 |
| 2023  | Room of Mirrors          | Tristan Zammit               |
| 2023  | Shadows Follow           | Tristan Zammit               |
| 2023  | Too Far Gone?            | Team Rolfes                  |
| 2023  | Crown of Barbed Wire     | Corey Daigle                 |
| 2023  | Chasing Light            | Kim Asendorf & Dina Chang    |
| 2023  | You Must Burn!           | Tim Saccenti & Yoshi Sodeoka |
| 2023  | Inamorata                | Jess Cope                    |